# Śnieżyczka przebiśnieg

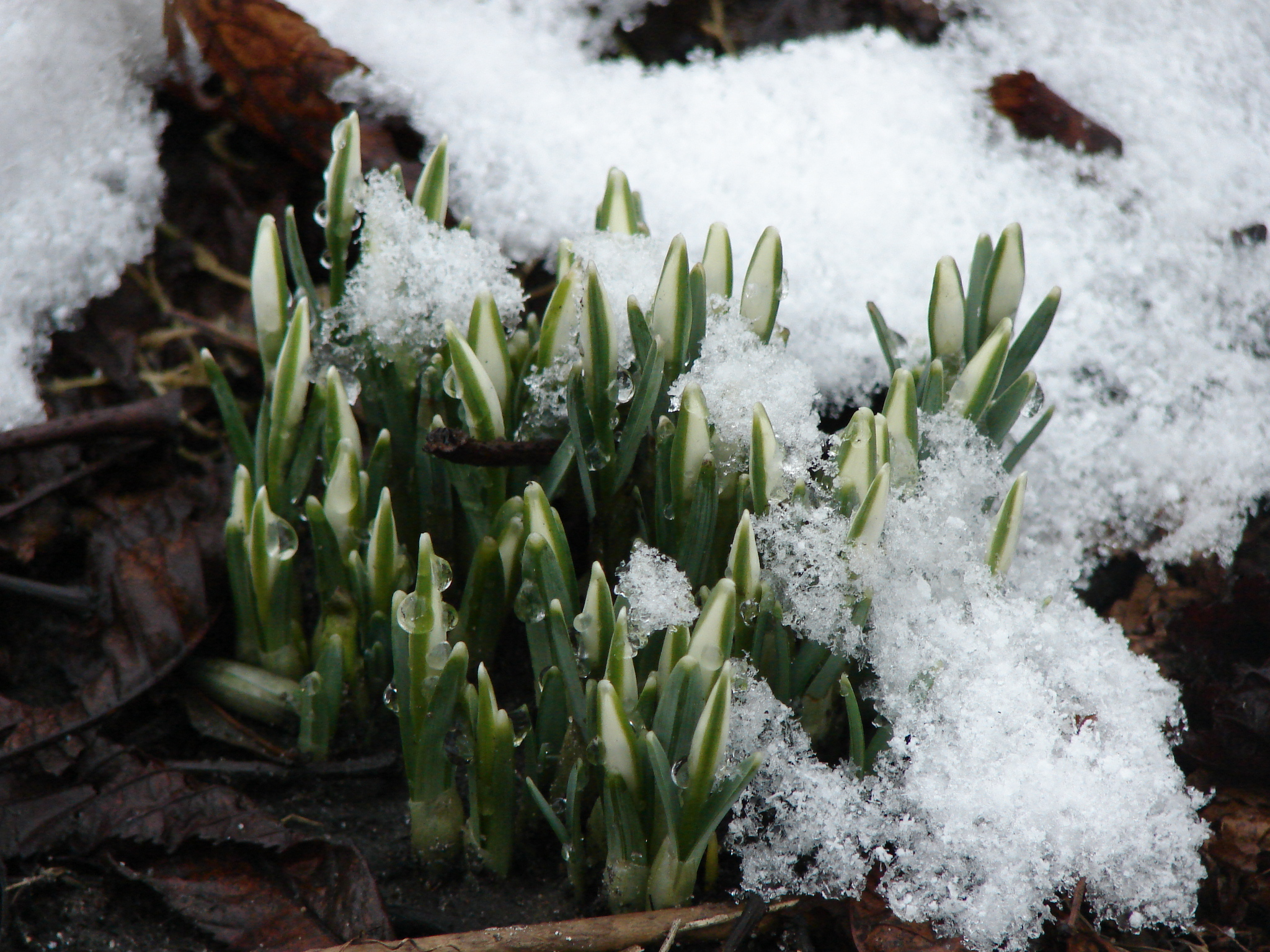
Rośliny przebijające się przez śnieg

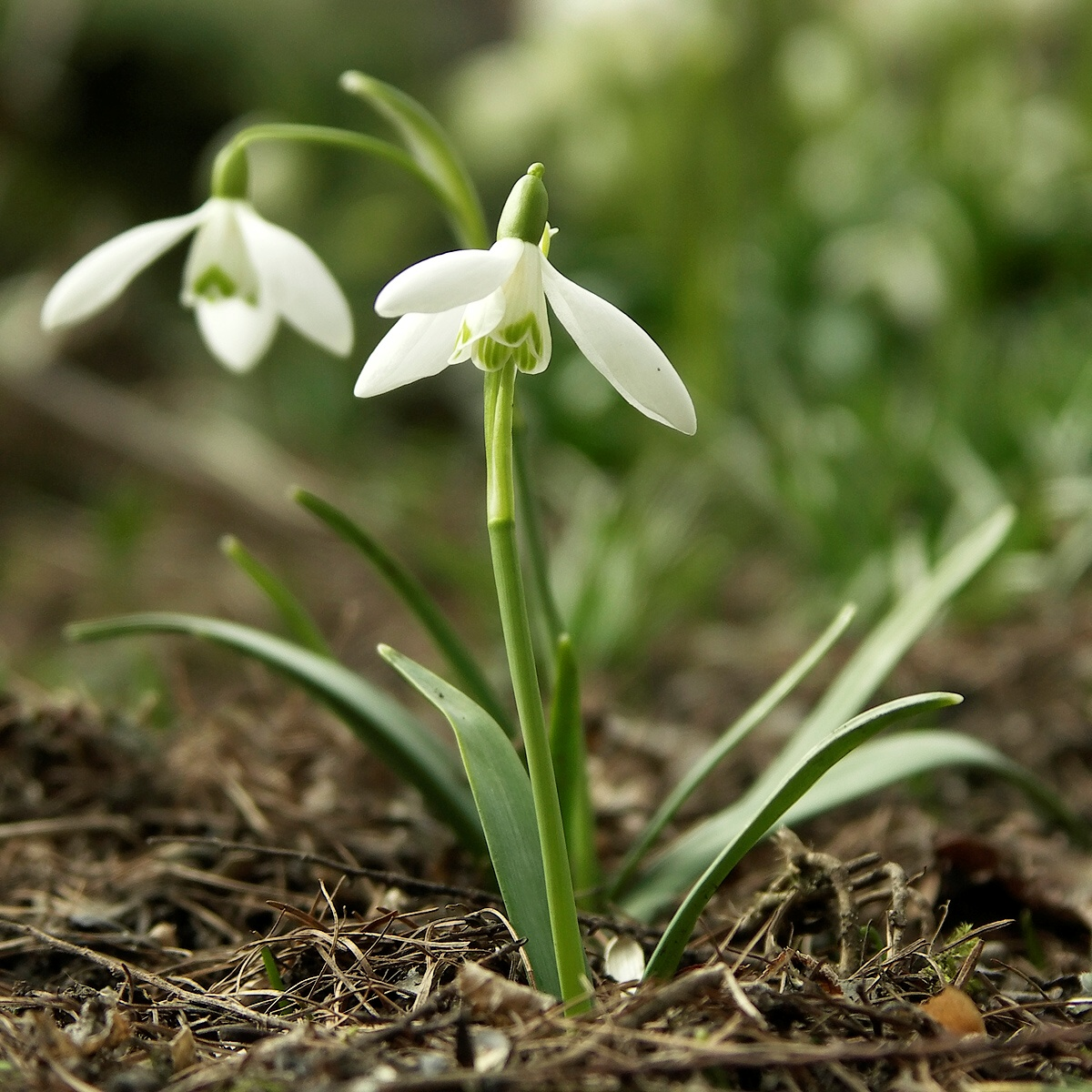
Pokrój

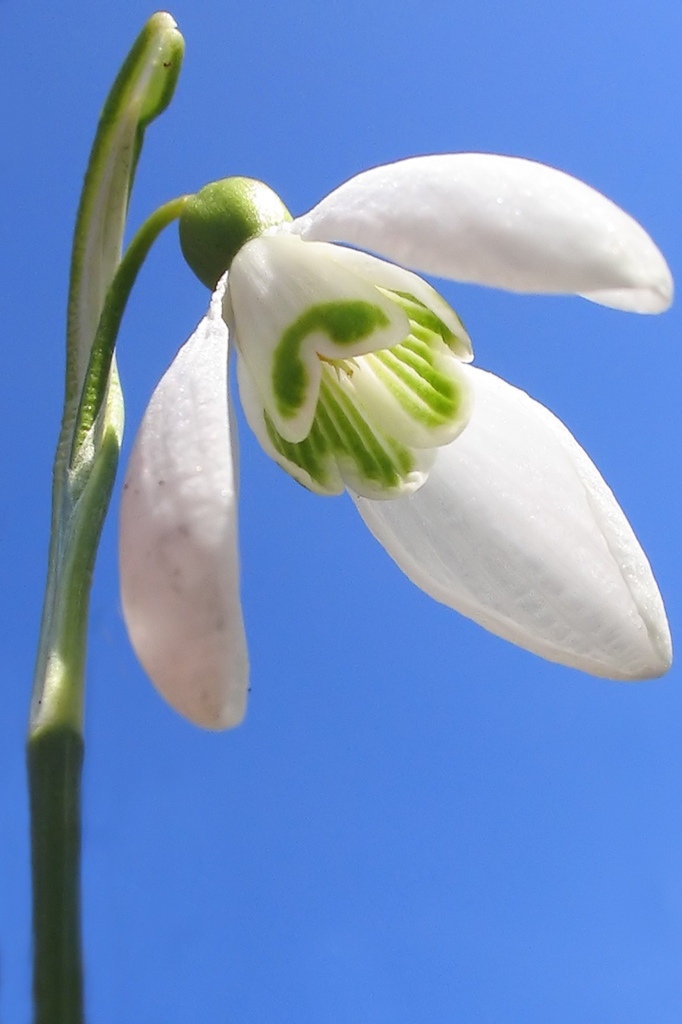
Kwiat

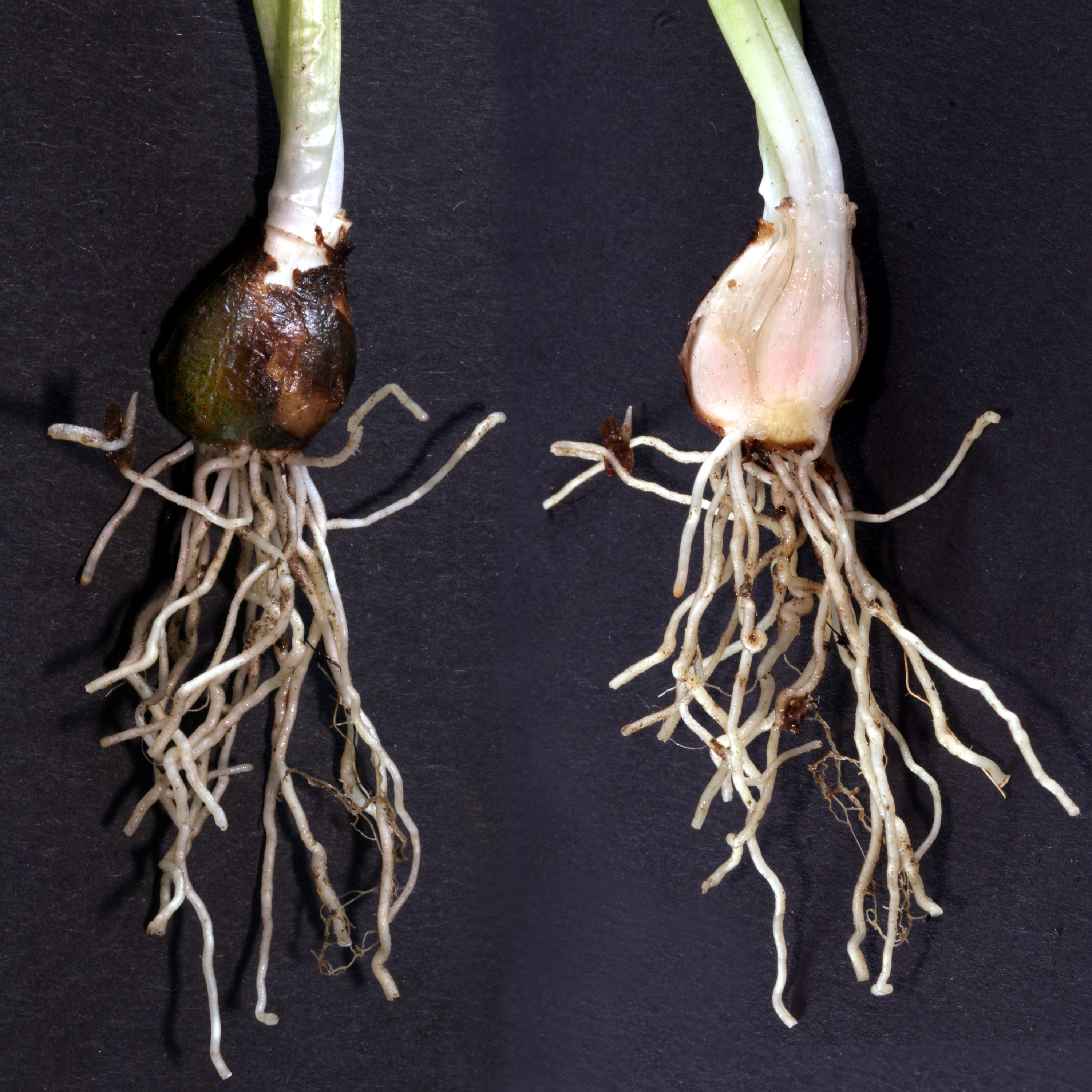
Cebula z wiązkowym systemem korzeniowym

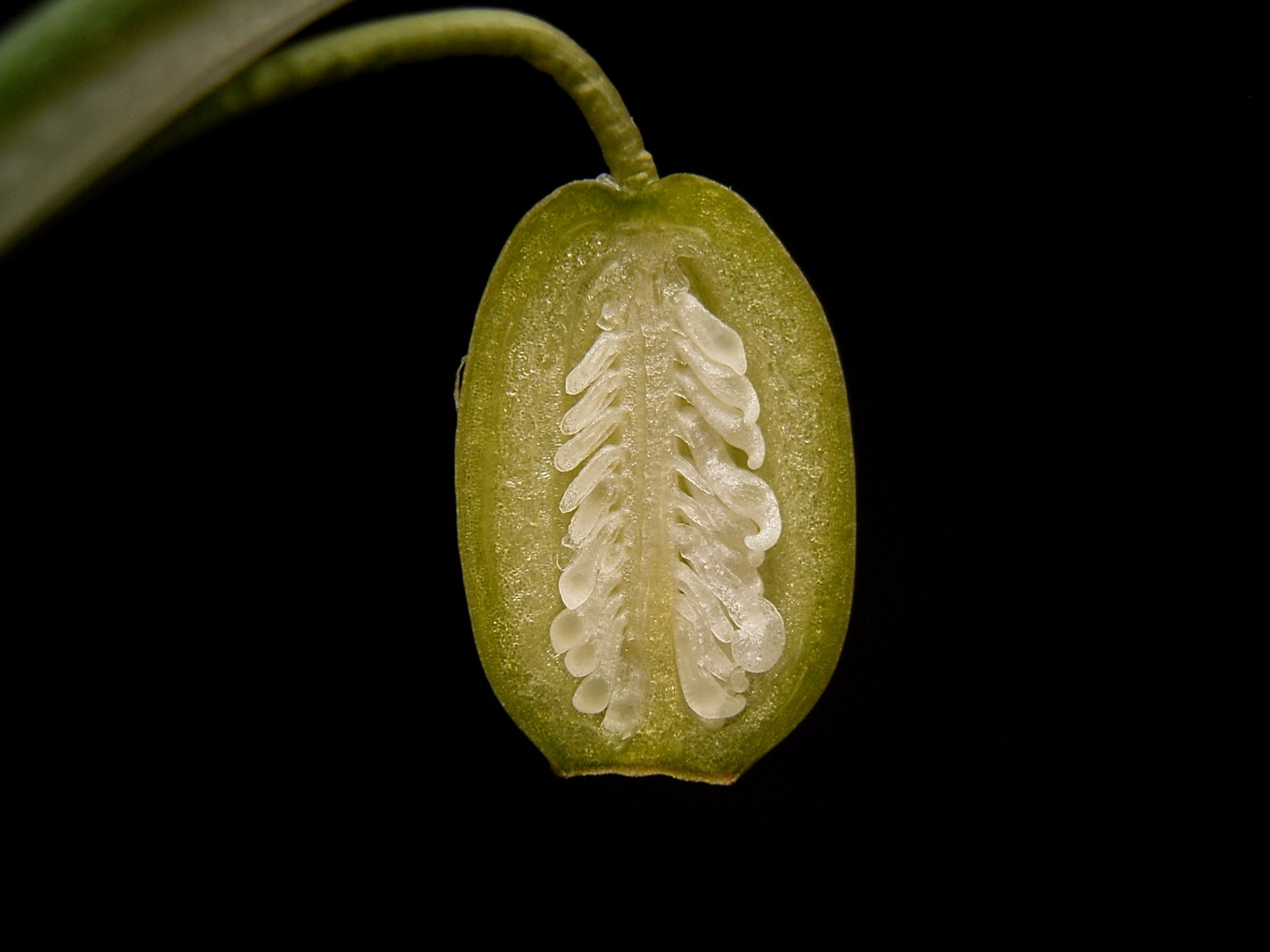
Przekrój przez dojrzewający owoc, widoczne liczne zalążki

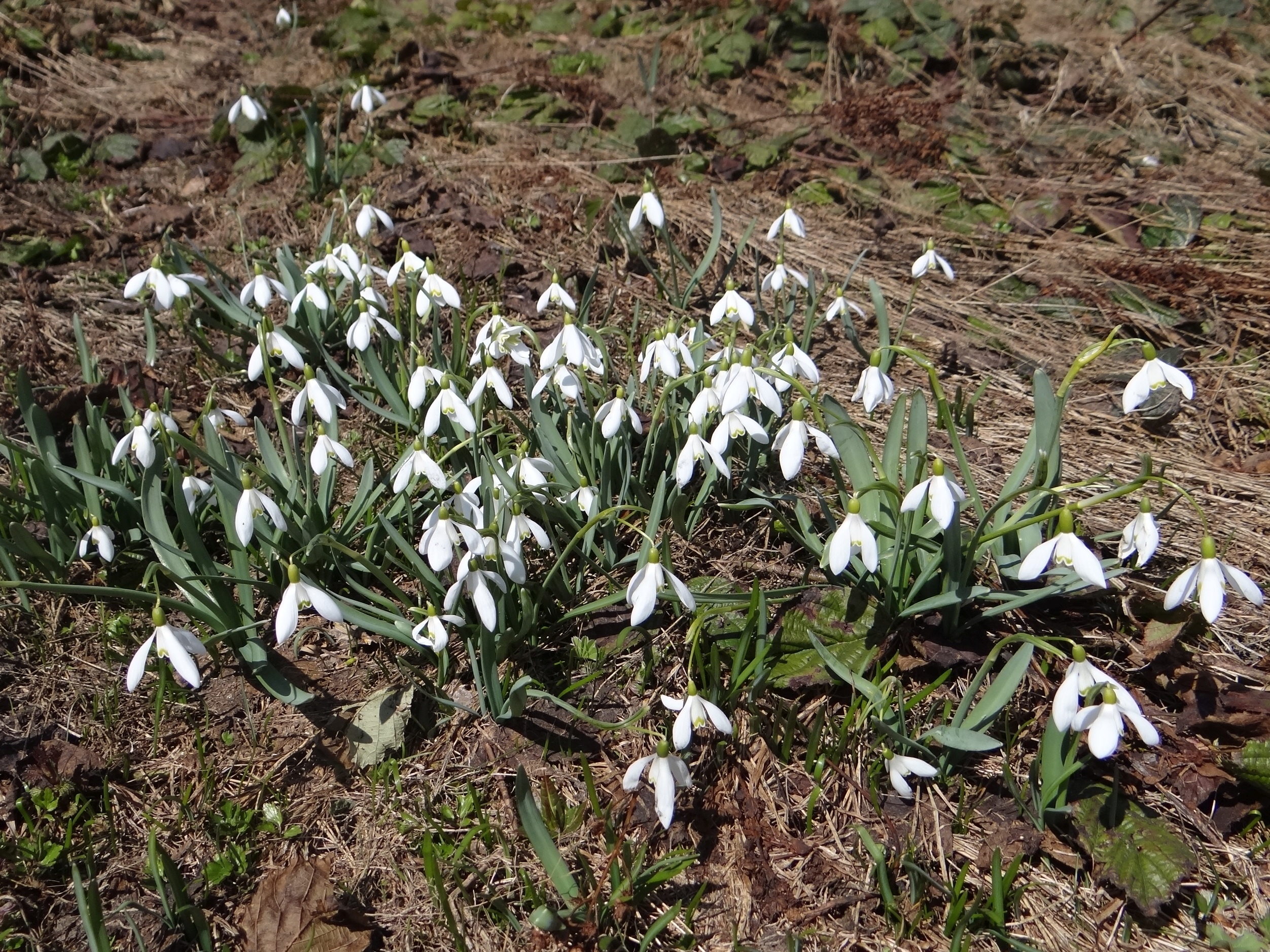
Kępa śnieżyczek na górskiej polanie

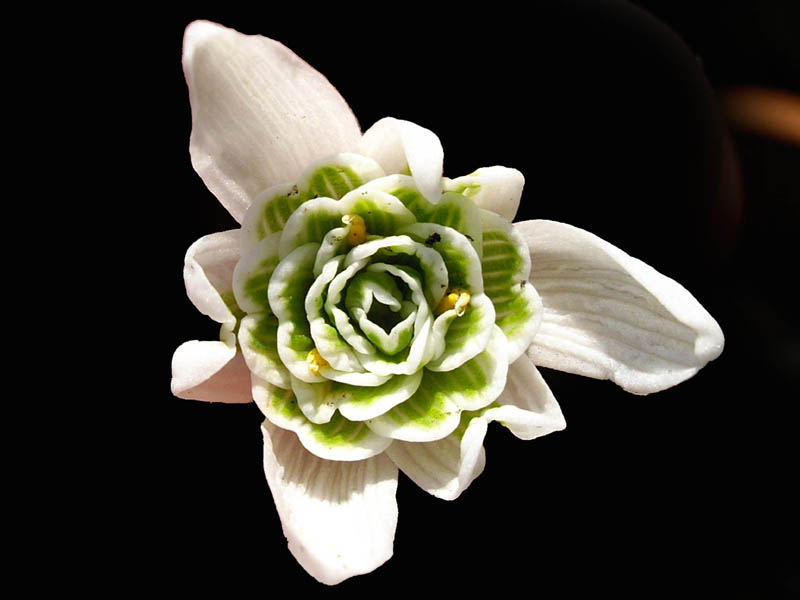
Odmiana pełnokwiatowa

Śnieżyczka przebiśnieg (Galanthus nivalis L.) – gatunek rośliny należący do rodziny amarylkowatych, typowy dla rodzaju Galanthus. W naturze znany z lasów południowej i środkowej Europy, jednak szeroko rozpowszechniony poza zwartym zasięgiem jako roślina ozdobna. Gatunek popularny w uprawie i rozpoznawalny jako symbol przedwiośnia. Także roślina miododajna i lecznicza. W Polsce na stanowiskach naturalnych podlega ochronie gatunkowej częściowej. Gatunek podlega ochronie także konwencji CITES.

## Rozmieszczenie geograficzne
Gatunek występuje w stanie dzikim w południowej i środkowej Europie, od północno-wschodniej części Hiszpanii poprzez Włochy (w tym Sycylię na południu), Grecję po Kaukaz i Azję Mniejszą na wschodzie. Północna granica naturalnego zasięgu biegnie przez Francję, Niemcy, Polskę i Ukrainę. W Polsce występuje głównie na południu, w górach, na wyżynach i na Dolnym Śląsku. Mniej liczne stanowiska posiada w Wielkopolsce i na Polesiu. Dalej na północ spotykany jest tylko jako zdziczały z miejsc uprawy. Brak jest przebiśniegów na stanowiskach naturalnych w północno-wschodniej Polsce i na znacznej części Polski centralnej. Walory ozdobne przebiśniegów spowodowały ich rozpowszechnienie w uprawie, a w konsekwencji rozprzestrzenienie znacznie poza zasięg naturalny. W wielu obszarach rejestrowane są jako gatunek dziczejący, np. na Wyspach Brytyjskich i w Ameryce Północnej.

## Morfologia
PokrójRoślina o wysokości od 15 do 30 cm. W korzystnych warunkach tworzy duże kępy.
Organy podziemneKulista lub jajowata cebula o obwodzie do 4–6 cm, okryta suchą, brązową łuską. U jej nasady wytwarzane są cebule potomne i z tego miejsca wyrastają też liczne korzenie.
ŁodygaOwalny głąbik jednokwiatowy, na przekroju obły, w dolnej części z kilkoma krawędziami. W czasie kwitnienia prosto wzniesiony, osiąga do 11 cm długości, podczas owocowania wydłuża się i pokłada.
LiścieAsymilacyjne liście odziomkowe zwykle dwa, rzadko trzy lub cztery (liście liczniej rozwijają się po przekwitnieniu), sinozielone, mięsiste, równowąskie, szerokości 4–10 mm i długości początkowo do 9 cm, krótsze od łodygi, później po przekwitnieniu dorastają do 24 cm długości. U nasady objęte są liściem pochwiastym o długości do 6 cm, błoniastym, który pełni funkcję ochronną dla młodych liści asymilacyjnych otulając je od zewnątrz.
KwiatyKwiat pojedynczy, pachnący, zwisający na szypułce o długości ok. 3 cm wyrastającej ze szczytu łodygi. W pąku okryty dwoma zrośniętymi podsadkami, nieznacznie dłuższymi od szypułki (pełnią one funkcję ochronną przed niskimi temperaturami). Podsadki te zrastają się tworząc pochwiasty liść podkwiatowy z dwoma zgrubiałymi, zielonymi krawędziami, pomiędzy nimi i na ich krawędziach błoniasty. Okwiat dzwonkowaty, o sześciu listkach w dwóch okółkach: trzy zewnętrzne długie do 25 mm (u odmian bywają dłuższe) i szerokie do 8 mm, odstające, eliptyczne, śnieżnobiałe, na szczycie zaokrąglone i kapturkowate. Listki wewnętrzne krótsze, do 11 mm długości, na szczycie sercowato wycięte, z zieloną plamką w kształcie greckiej litery Λ przy wycięciu oraz biało zaznaczonymi miejscami przebiegu wiązek przewodzących, między którymi umiejscowione są kanalikowate miodniki. Osobny miodnik znajduje się także na szczycie szyjki dolnego, trójkrotnego, jednoszyjkowego słupka. Szyjka prosta do 9 mm długości, zakończona niewielkim główkowatym znamieniem. Zalążnia zielona wyraźnie widoczna poniżej listków okwiatu, walcowata, ma do 4 mm średnicy. Pręcików jest sześć. Mają 6 mm długości i bardzo krótką, białą nitkę pręcika. Komory pyłkowe mają 5 mm długości, żółty kolor i złączone są w wydłużony i zaostrzony na końcu stożek. Szczyty wydłużonych komór pyłkowych są odgięte, tak że przy lekkim wstrząsie wysypuje się z nich pyłek.
OwoceMięsista, żółtozielona torebka trójkomorowa, pękająca wzdłuż komór. Zawiera 1-15 eliptycznych, białawych nasion, opatrzonych elajosomami (cienkościenne wyrostki zawierające lipidy i białka).
Gatunek podobnyW Polsce przebiśniegi mylone bywają ze śnieżycą wiosenną. Rośliny mają podobny pokrój, jednak u przebiśniegów listki okwiatu są nierówne (zewnętrzne są dłuższe od wewnętrznych), a u śnieżycy wszystkie listki okwiatu są równe, z zielonymi koniuszkami. Poza tym przebiśniegi mają liście szarozielone, a śnieżyca żywo-, ciemnozielone.

## Biologia

### Rozwój
Bylina, geofit. Przebiśniegi są jednymi z najwcześniej zakwitających roślin, a ich kwiaty często wyrastają spod śniegu. Kwitną od lutego do kwietnia. Są wskaźnikowe dla fenologicznej pory roku – przedwiośnia. Termin kwitnienia jest zróżnicowany w różnych populacjach w zależności od warunków klimatycznych, czego wyrazem jest inny termin zakwitania roślin występujących na różnych wysokościach nad poziomem morza. O ile rośliny rosnące na wysokości poniżej 300 m n.p.m. zakwitły w roku prowadzenia obserwacji 10 lutego, o tyle rosnące powyżej 800 m n.p.m. zakwitały po 16 marca. Ze względu na kwitnienie w warunkach słabego nasłonecznienia i niskiej temperatury, kwiaty wykazują ruchy termo- i fotonastyczne. Płatki reagują na zmianę temperatury, stulając się na noc, w dni pochmurne i podczas niskich temperatur, chroniąc słupek i pręciki. Mechanizm tych ruchów polega na szybszym wzroście listków okwiatu po wewnętrznej stronie, co skutkuje ich rozchyleniem się. Przy niekorzystnych warunkach termicznych i świetlnych szybciej rośnie zewnętrzna część listków i kwiat się stula.
Kwiaty pachnące miodem zapylane są przez owady, przede wszystkim pszczoły, choć możliwe jest też samozapylenie. Owady próbując się dostać do nektaru trącają kwiat i powodują osypanie się pyłku. Ponieważ szyjka słupka jest dłuższa od pręcików, owad obsypany pyłkiem z poprzednio odwiedzonego kwiatu najpierw dokonuje zapylenia, a dopiero później trąca pręciki i obsypuje się ponownie pyłkiem. Przebiśniegi są najwcześniej kwitnącym gatunkiem w Europie Środkowej dostarczającym pożytku pszczołom. Zielone plamki na wewnętrznych listkach okwiatu wabią i naprowadzają owady do wnętrza kwiatu, a dodatkowo aktywnie przeprowadzają fotosyntezę dostarczając asymilatów do pozostałej części kwiatu i rosnących zalążków.
Przebiśniegi mogą być pędzone – wystarczy przenieść rośliny w styczniu do pomieszczenia o temperaturze 8–12 °C, by otrzymać kwitnące rośliny po 3 tygodniach.
Torebka z nasionami dojrzewa i otwiera się w czerwcu. Wcześniej unosząca ją łodyga wiotczeje i kładzie się na ziemi. Po dojrzeniu nasion są one rozsiewane przez mrówki, zjadające przy tym elajosomy bogate w lipidy i węglowodany. Po przekwitnieniu w ciągu kilku tygodni liście najpierw pokładają się, później zamierają. Cztery tygodnie po kwitnieniu zwykle nie pozostaje już ślad po przebiśniegach na powierzchni gruntu. Na początku września z podziemnej cebuli rozwija się nowy pęd, który kształtuje się do czasu nadejścia zimy. Dzięki temu po przeczekaniu zimy pod powierzchnią gruntu, roślina może tak szybko zakwitnąć. Nasiona rozsiane w danym roku kiełkują jesienią. Powstałe z nasion rośliny zakwitają po raz pierwszy zwykle po 6 latach rozwoju. Cebule potomne zakwitają już w następnym roku po powstaniu.

### Cechy fitochemiczne
Liście zawierają enzymy: amylazę, dekstrynazę i inwertazę. Rośliny są trujące, ponieważ występują w nich szkodliwe alkaloidy (typowe dla przedstawicieli rodziny amarylkowatych). Stwierdzono w nich obecność co najmniej 25 alkaloidów, spośród których najliczniejszym w korzeniach jest likoryna i tecetyna, w cebulach najwięcej jest tecytyny, w liściach likoryny, w kwiatach hemantaminy. Poza tym obficie występują takie alkaloidy jak: galantamina, galantyna, leukoina, leukocystyna, niwalidyna i narcyklozyna. W największym stężeniu występują one w cebulkach (tylko w nich stwierdzono lektynę). Spożycie cebul wywołuje odruch wymiotny, a także biegunkę i zwężenie źrenic. U osób wrażliwych kontakt cebul ze skórą może wywołać reakcję alergiczną. Spożyte przebiśniegi działają trująco na zwierzęta domowe (bydło, świnie, owce) powodując utratę przytomności, przyśpieszenie tętna i oddechu. Przebiśniegi zawierają lektynę (GNA) o właściwościach mitogenicznych.

### Genetyka
Liczba chromosomów wynosi 2n=24.

## Zmienność
PodgatunkiW zależności od ujęcia systematycznego w obrębie gatunku G. nivalis wyróżnia się kilka drobnych podgatunków występujących na Bałkanach i w Turcji, ewentualnie traktowane są one jak odrębne gatunki (takie ujęcie dominuje we współczesnej literaturze botanicznej, z wyjątkiem wyróżniania subsp. cilicicus):
- G. nivalis subsp. reginae-olgae (Orph.) Gottlieb-Tannenhain in Abh. Zool.-bot. Ges. Wien, 2, 4, 32 (1904); Hayek, Prodr. Fl. Bale. 3, 101 (1932) (syn. śnieżyczka królowej Olgi G. reginae-olgae Orph. in Atti Congr. Inter. Bot. Firenze, 1874, 214 (1876); Halácsy, Consp. Fl. Graec. 3, 206 (1904)) – wyróżnia się tym, że głąbik zakończony kwiatem pojawia się na miesiąc przed liśćmi we wrześniu. Poza tym podobny do typowego G. nivalis, od którego różni się jeszcze większymi listkami okwiatu (sięgającymi do 4 cm długości). Oryginalny pokrój jest przyczyną rozpowszechnienia tego taksonu w uprawie w krajach o cieplejszym klimacie. Pochodzi z Grecji[27].
- podgatunek cylicyjski[28] G. nivalis subsp. cilicicus (Baker) Gottl.-Tann. (syn. G. cilicicus Baker) – występuje w południowo-wschodniej Turcji i w Libanie. Wyróżnia się krótką szypułką kwiatową (krótszą od podsadek) i sinym zabarwieniem liści,
- podgatunek cesarski[28] G. nivalis subsp. imperati (Bertol.) Baker Handb. Amaryll. 17. 1888 – rośliny o silniejszym wzroście,
- G. nivalis subsp. caucasicus Baker (syn. G. alpinus Sosn.) – występuje w regionie Kaukazu. Wyróżnia się sinymi, wygiętymi liśćmi, dwa razy szerszymi niż u typowego G. nivalis. Poza tym szypułka kwiatowa jest wyraźnie krótsza od podsadek[29].

Odmiany uprawne
Najpospolitsze odmiany ogrodowe to:
- G. nivalis ‘Maximus’ – o dużych kwiatach.
- G. nivalis ‘Flore Pleno’ – kwiaty pełne o długości 1–2 cm, z zewnętrznymi listkami okwiatu białymi i licznymi wewnętrznymi, o nierównej długości i barwie zielono-białej. W tak przekształconych kwiatach nie powstają nasiona (dodatkowe listki okwiatu to przekształcone pręciki) i rośliny rozmnażane są wyłącznie za pomocą cebulek przybyszowych[30].

Inne odmiany (wybór):
- G. nivalis ‘S. Arnott’ – kwiaty osiągające 2–4 cm długości, długo stulone, po rozchyleniu na listkach wewnętrznego okółka widoczne dwie zielone plamki u podstawy i na wierzchołku. Kwiaty silnie pachnące miodem.
- G. nivalis grupa Sandersii – różne zielone części u roślin typowych, w tej grupie odmian są żółtawe. Należą tu m.in. odmiany: ‘Lutescens’ (plamka na listkach wewnętrznego okółka okwiatu, szypułka i zalążnia koloru żółtego), ‘Flavescens’, ‘Sandersii’, ‘Ray Cobb’ i ‘Savill Gold’. Odmiany te znane są od końca XIX wieku, przy czym znajdowane są w północnej Anglii (Northumberland).
- G. nivalis ‘Blonde Inge’ – plamka na listkach wewnętrznego okółka żółta podczas gdy zalążnia jest zielona (w przeciwieństwie od zwykle żółtych zalążni odmian z grupy Sandersii). Odmiana znaleziona koło Kolonii (Niemcy) w 1977 roku.
- G. nivalis ‘Pusey Green Tips’ – zielone plamki pojawiają się nie tylko na końcach listków wewnętrznego okółka, ale także na listkach zewnętrznych. Poszczególne listki nieregularnie rozchylone.
- G. nivalis grupa Scharlockii – podsadki podzielone na dwa listki sterczące nad kwiatem na kształt oślich uszu. Najstarsza odmiana ‘Scharlockii’ znaleziona w dolinie Nahe w Niemczech w 1868 roku.
- G. nivalis grupa Poculiformis – odmiany o listkach okwiatu wewnętrznego okółka nie różniących się długością, a często także barwą i kształtem od okółka zewnętrznego (m.in. ‘Sandhill Gate’).
- G. nivalis ‘Snow White’s Gnome’ – odmiana miniaturowa osiągająca do 5 cm wysokości, z podsadką osiągającą połowę długości łodygi, z okwiatem białym (bez zielonych plamek). Znaleziona w Czechach w 1990 roku.
- G. nivalis ‘Virescens’ – odmiana z zielono zabarwionymi nasadami zewnętrznych listków okwiatu (do 2/3 długości listków).

## Nazewnictwo
Do początków XX wieku gatunek ten nazywano w różnych regionach Polski kilkoma nazwami zwyczajowymi, z których najpopularniejszymi były: gładysz, śnieguła, śniegułka, śnieżyca i przebiśnieg. Nazwy te niewiele lub wcale nie różniły się od określeń stosowanych dla śnieżycy wiosennej także zwanej gładyszkiem lub śnieżycą. W początkach XX wieku popularność zdobyła nazwa przebiśnieg pospolity. Od połowy XX wieku stosowana jest już w piśmiennictwie nazwa śnieżyczka przebiśnieg.
Naukowa nazwa rodzajowa Galanthus ustalona została przez Linneusza od greckich słów gála – mleko i ánthos – kwiat. Nazwa gatunkowa nivalis znaczy w łacinie – śnieżny, ośnieżony (od łacińskiego nix – śnieg).

## Ekologia
Występuje na wilgotnych i bardzo wilgotnych glebach brunatnych właściwych, rzadziej na czarnych ziemiach i madach. Najlepiej w miejscach z dużą zawartością próchnicy, o odczynie obojętnym. Najchętniej rośnie w cieniu lub półcieniu w wilgotnych lasach łęgowych oraz w grądach i buczynach. W polskich górach rośnie po piętro górnego regla, w Karpatach zwykle w buczynie, w Alpach osiąga wysokość 2200 m n.p.m. W zachodniej i północnej części kraju występuje na siedliskach antropogenicznych – w miejscu dawnych osad, parków, cmentarzy. Na stanowiskach rośliny rosną zwykle łanowo w liczbie setek i tysięcy osobników.

## Zagrożenia i ochrona
W połowie XX wieku śnieżyczka przebiśnieg uznawana była za jeden z „najbardziej zagrożonych wyniszczeniem gatunków roślin w Polsce”. Ponieważ nie było wówczas w ofercie rynkowej pędzonych i importowanych kwiatów ozdobnych w okresie zimowym, przebiśniegi były przedmiotem intensywnego pozyskania z lasów i – jako zwiastuny wiosny – chętnie nabywane. Eksploatacja stanowisk naturalnych doprowadziła do zniszczenia wielu z nich, w szczególności zniszczone zostały stanowiska w okolicach osad ludzkich. Problemem w ochronie zasobów tego gatunku jest też wykopywanie cebulek ze stanowisk naturalnych oraz niszczenie stanowisk podczas zabiegów gospodarczych w lasach oraz zmniejszenie areału lasów liściastych. By ograniczyć proces niszczenia zasobów tego gatunku, został on wymieniony na liście roślin objętych ochroną gatunkową w Polsce z 1946 i później konsekwentnie był ujmowany w kolejnych aktach prawnych ustalających gatunki poddane ochronie ścisłej. W roku 2014 został objęty ochroną częściową.
Współczesne polskie czerwone księgi i czerwone listy roślin zagrożonych nie wymieniają jednak tego gatunku jako zagrożonego. Przebiśniegi wymieniane są jednak jako bliskie zagrożenia (NT) w regionalnej czerwonej księdze Dolnego Śląska.
Gatunek ten jako zagrożony wymieniony jest w niemieckiej oraz ukraińskiej Czerwonej księdze roślin. Status gatunku bliskiego zagrożeniu (NT) posiada w Słowenii i Szwajcarii.
Przebiśniegi wymienione są także w załączniku II konwencji waszyngtońskiej CITES, wprowadzającej ograniczenie w obrocie handlowym tym gatunkiem. Ujęte są także w załączniku V Dyrektywy Rady w sprawie ochrony siedlisk naturalnych oraz dzikiej fauny i flory wprowadzającym obowiązek dla krajów członkowskich Unii Europejskiej ustalenia zasad pozyskania, odławiania i transportu, jeśli na mocy prawa krajowego takie działania są dopuszczalne.
W Polsce poza prawną ochroną gatunkową liczne populacje śnieżyczki przebiśnieg chronione są na obszarach rezerwatów i parków narodowych, m.in. w rezerwacie Kokorycz, Dębowa Góra i Muńcoł (woj. śląskie), Dębina na Opolszczyźnie. Istnieje także rezerwat Śnieżyczki na Mazowszu.

## Zastosowanie

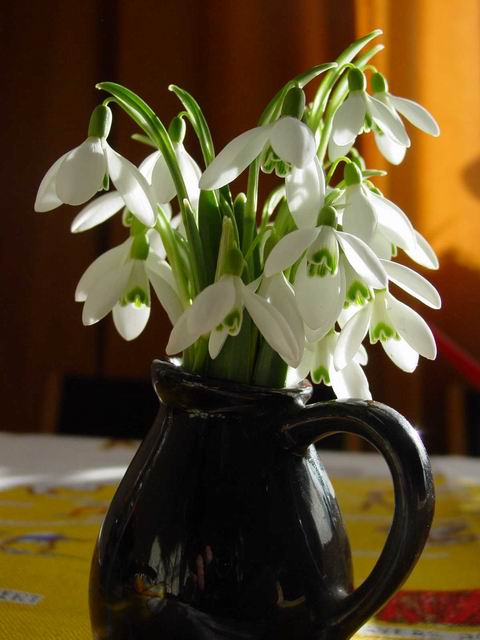
Bukiet przebiśniegów

Ze względu na ochronę gatunkową, do celów ozdobnych i leczniczych stosowane mogą być tylko rośliny pozyskiwane z upraw. Pozyskanie roślin ze stanowisk naturalnych wymaga zezwolenia dyrektora Generalnej Dyrekcji Ochrony Środowiska.

### Roślina ozdobna
Chętnie sadzona w przydomowych ogródkach, na cmentarzach, w dużych grupach także w parkach. Nadaje się do ogródków skalnych, można też tworzyć z niej duże grupy na trawnikach. Zaleca się tworzenie zestawień z rannikami zimowymi, karłowymi odmianami kosaćców żyłkowanych i innymi barwnie kwitnącymi roślinami wczesnowiosennymi. Przebiśniegi stosowane są także jako kwiaty cięte w niewielkich bukietach.

### Roślina lecznicza
Surowiec zielarskiWysuszone i sproszkowane cebule przebiśniegów Galanthi bulbus (w lecznictwie pod tą nazwą stosowany jest surowiec pochodzący z dwóch gatunków – G. nivalis oraz G. woronowii).
DziałanieCebule przebiśniegów służą do otrzymywania galantaminy, będącej inhibitorem acetylocholinoesterazy. Acetylocholinoesteraza jest enzymem rozbijającym acetylocholinę, a właśnie brak tego neuroprzekaźnika w niektórych obszarach mózgu jest charakterystyczny dla choroby Alzheimera. Galantamina, hamując enzym, pozwala utrzymać odpowiednie stężenie neuroprzekaźnika. Z zastosowaniem preparatów z galantaminą wiązane są duże nadzieje w leczeniu choroby Alzheimera. Alkaloid ten stosowany jest także w chorobach przebiegających z uszkodzeniem nerwów obwodowych, zakłóceniami w przewodzeniu bodźców, w leczeniu nerwobólów, miastenii, atonii mięśni, paraliżu i zapaleniu korzonków nerwowych. Stosowany jest w preparatach zwiększających napięcie mięśni podawanych chorym na chorobę Heinego-Medina oraz w przypadku porażeń po udarze mózgu. Poza tym likoryna zawarta w cebulkach posiada właściwości przeciwwirusowe.
DawkowanieGalantaminę stosuje się w postaci iniekcji dożylnych w bardzo małych dawkach – 0,15–0,35 mg alkaloidu na 1 kg masy ciała. Ze względu na toksyczność rośliny nie wolno jej stosować w samoleczeniu.

### Roślina miododajna
Dostarcza pyłku i nektaru jako jeden z pierwszych gatunków po okresie zimowym.

### Inne zastosowania
W biotechnologii stosowana jest „lektyna z GNA” (Galanthus nivalis), działająca jak silny insektycyd i inhibitor retrowirusów. Gen kodujący lektynę pozyskany z przebiśniegów wprowadzany jest do genetycznie modyfikowanych roślin (np. melonowca właściwego, ziemniaków, ryżu) by zmniejszyć szkody powodowane przez szkodliwe dla nich owady. Efektem wprowadzenia tego genu do genomu rzodkiewnika pospolitego jest także ograniczenie liczebności szkodliwych nicieni w pobliżu korzeni.

## Uprawa
Przebiśniegi uprawiane są jako rośliny ozdobne w ogrodach, parkach i na cmentarzach, pod okapem drzew i zarośli. Uprawa towarowa ukierunkowana na otrzymywanie surowca leczniczego odmian bogatych w alkaloidy prowadzona jest na plantacjach zielarskich, zwłaszcza w Bułgarii.
WymaganiaNajlepiej rośnie w żyznej, lekkiej, próchnicznej, wapiennej i umiarkowanie wilgotnej glebie. Preferuje miejsca zacienione lub półcieniste.
RozmnażanieNajczęściej rośliny rozmnaża się poprzez rozsadzenie cebulek przybyszowych (podział kęp). Cebulki wydobywa się z ziemi i sadzi od czerwca do września w rozstawie 3–5 cm, na głębokości 5–10 cm. Później posadzone cebule nie wykształcają odpowiedniego systemu korzeniowego przed nadejściem zimy i gniją. Z cebulami należy obchodzić się ostrożnie, ponieważ łuska okrywająca łatwo odpada. Ponieważ wykopane cebule szybko zasychają, należy je sadzić niezwłocznie po wykopaniu (zwłaszcza niewielkie cebule potomne). Cebule niełatwo się przyjmują. Lepsze efekty osiąga się rozsadzając rośliny już przekwitłe, jednak z zielonymi jeszcze liśćmi. Możliwe jest też rozmnażanie z nasion, jednak ze względu na praco- i czasochłonność tej metody, jest ona rzadko stosowana. W miejscach uprawy przebiśniegi jednak rozsiewają się samorzutnie, w efekcie tworząc coraz liczniejsze i coraz większe kępy.

## Szkodniki i choroby

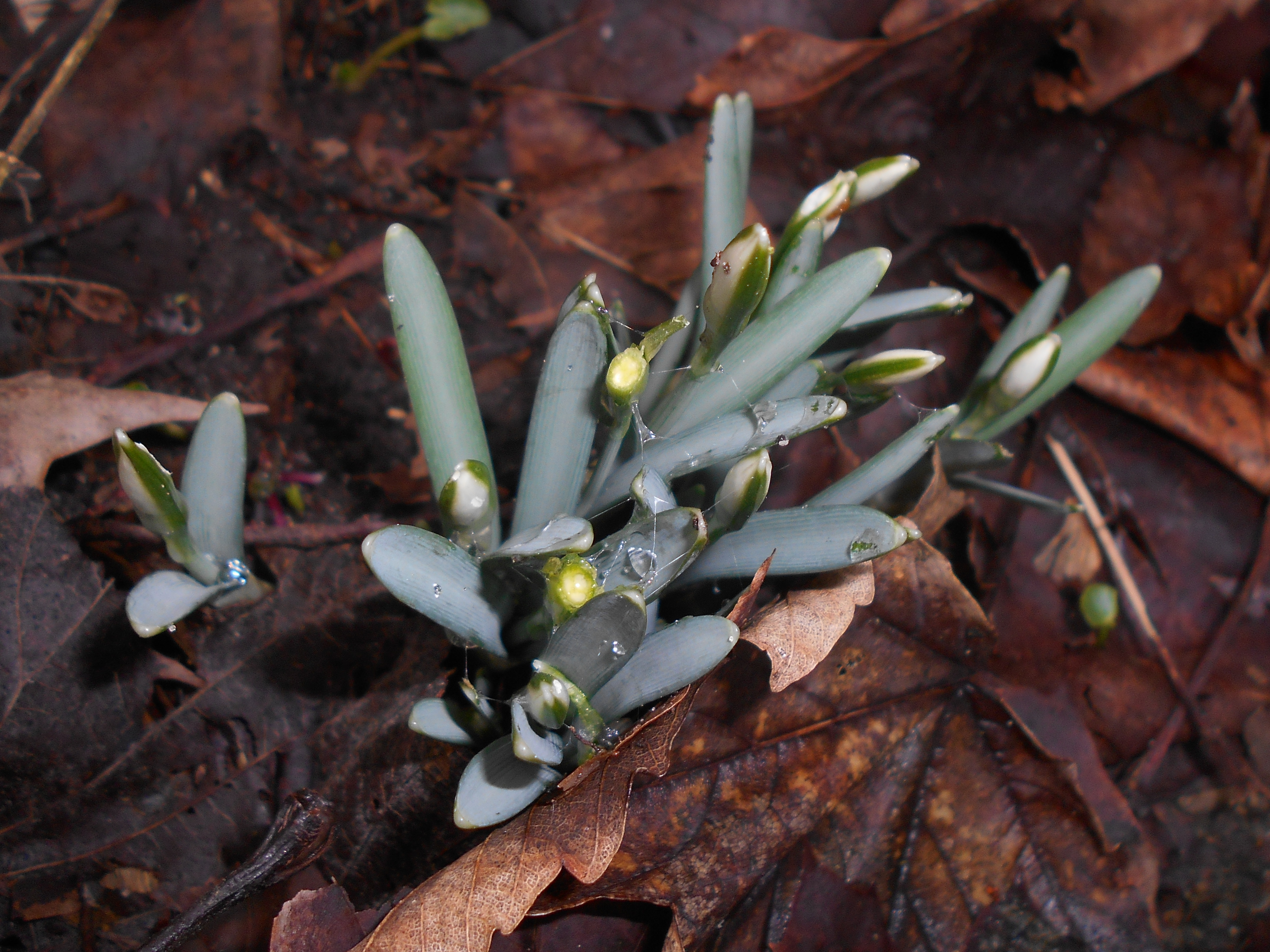
Pąki kwiatowe uszkodzone przez ślimaki

Cebulki są dość podatne na choroby grzybowe, szczególnie na słabo przewietrzanych, ciężkich glebach. Najbardziej rozpowszechniona jest szara pleśń śnieżyczki wywoływana przez grzyb Botrytis galanthina (Berk. & Broome) Sacc., 1886 z rodziny Sclerotiniaceae. Porażone rośliny albo wcale nie wypuszczają liści, albo liście są krótkie i szybko żółknące. Cebule szybko gniją. W celu ochrony roślin przed chorobą cebule zaprawia (moczy) się w preparatach przeciwgrzybowych. Owadami żerującymi na przebiśniegach i powodującymi szkody są poskrzypki cebulowe oraz pobzygi narcyzówki.

## Znaczenie w kulturze i symbolice
Dawniej w Anglii, podczas święta Oczyszczenia Najświętszej Maryi Panny (dziś zwanego Ofiarowaniem Pańskim), przypadającego na 2 lutego, panny nosiły pęki tych kwiatów jako symbol czystości.

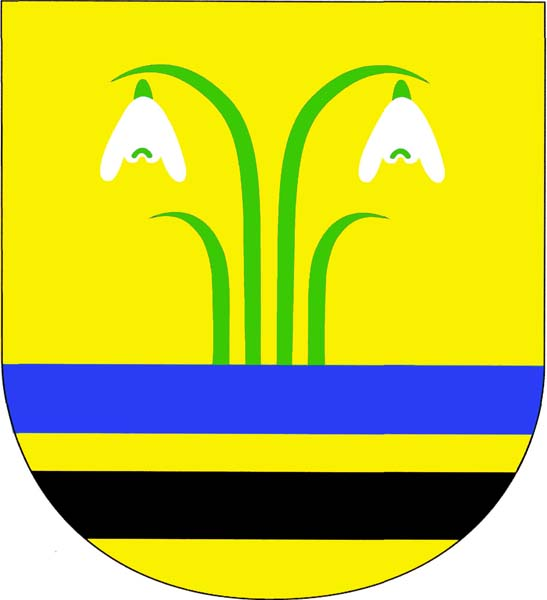
Przebiśniegi w herbie czeskiej miejscowości Dobříň
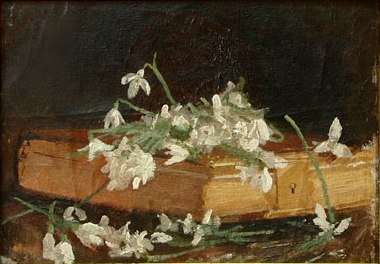
Przebiśniegi na obrazie Iona Andreescu
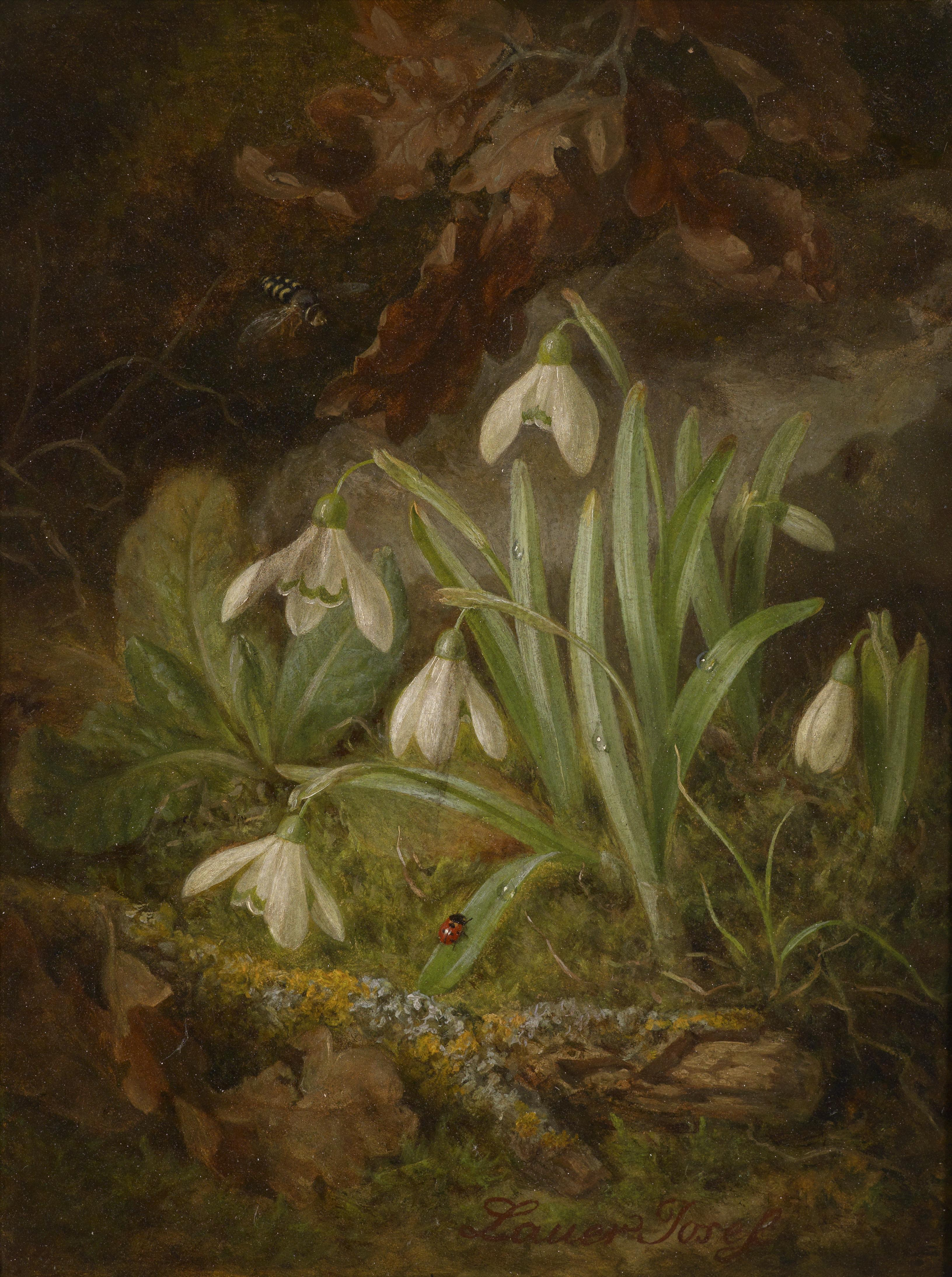
Przebiśniegi na obrazie Josefa Lauera